# Tūt-e Seyyed Moḩammad
Tūt-e Seyyed Moḩammad (persiska: توت سید محمد) är en ort i Iran.   Den ligger i provinsen Khorasan, i den nordöstra delen av landet, 900 km öster om huvudstaden Teheran. Tūt-e Seyyed Moḩammad ligger 1 000 meter över havet och antalet invånare är 280.
Terrängen runt Tūt-e Seyyed Moḩammad är kuperad. Runt Tūt-e Seyyed Moḩammad är det ganska glesbefolkat, med 35 invånare per kvadratkilometer. Närmaste större samhälle är Şāleḩābād, 16,3 km norr om Tūt-e Seyyed Moḩammad. Omgivningarna runt Tūt-e Seyyed Moḩammad är i huvudsak ett öppet busklandskap.